# Powiat Asakura
Powiat Asakura (jap. 朝倉郡 Asakura-gun) – powiat w Japonii, w prefekturze Fukuoka. W 2020 roku liczył 31 420 mieszkańców.

## Miejscowości
- Chikuzen
- Tōhō

## Historia[2]

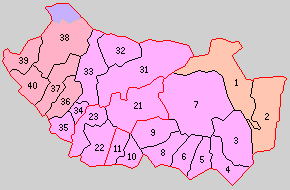
Powiat Asakura (1–11, 21–23, 31–40 – 1889 r.)

- Powiat został założony 1 kwietnia 1896 roku w wyniku połączenia powiatów Jōza (wioski Koishiwara, Hōshuyama, Masue (松末村), Haki, Kukimiya (久喜宮村), Shiwa (志波村), 高木村, Asakura, Miyano, Fukunari, Ōba), Geza (wioski Minaki (三奈木村), Kanagawa, 蜷城村, Fukuda (福田村), Tateishi) i Yasu (miejscowości Akitsuki (秋月町) i Amagi, wioski Kamiakitsuki (上秋月村), Yasukawa, Mada, Ōmiwa, Kurida, Mine, Nakatsuya, Yasuno). (2 miejscowości, 24 wioski)
- 20 marca 1908 – w wyniku połączenia wiosek Mine, Nakatsuya i Yasuno powstała wioska Yasu. (2 miejscowości, 22 wioski)
- 1 września 1908 – w wyniku połączenia wiosek Ōmiwa i Kurida powstała wioska Miwa. (2 miejscowości, 21 wiosek)
- 15 czerwca 1909 – w wyniku połączenia wiosek Fukunari i Ōba powstała wioska Daifuku. (2 miejscowości, 20 wiosek)
- 17 kwietnia 1939 – wioska Haki zdobyła status miejscowości. (3 miejscowości, 19 wiosek)
- 17 grudnia 1947 – część wsi Yasu została włączona w teren wioski Uchino (z powiatu Kaho).
- 1 kwietnia 1951 – miejscowość Haki powiększyła się o teren wiosek Masue, Kukimiya i Shiwa. (3 miejscowości, 16 wiosek)
- 1 kwietnia 1954 – miejscowość Amagi powiększyła się o teren miejscowości Akitsuki oraz wiosek Yasukawa, Kamiakitsuki, Tateishi, Fukuda, Mada, 蜷城村, Minaki i Kanagawa i zdobyła status miasta. (1 miejscowość, 8 wiosek)
- 10 marca 1955 – wioska 高木村 została włączona w teren miasta Amagi. (1 miejscowość, 7 wiosek)
- 31 marca 1955 – wioska Asakura powiększyła się o teren wiosek Miyano i Daifuku (1 miejscowość, 5 wiosek)
- 1 kwietnia 1962: (4 miejscowości, 2 wioski)
  - wioska Yasu zdobyła status miejscowości.
  - wioska Asakura zdobyła status miejscowości.
  - wioska Miwa zdobyła status miejscowości.
- 22 marca 2005 – miejscowości Miwa i Yasu połączyły się tworząc miejscowość Chikuzen. (3 miejscowości, 2 wioski)
- 28 marca 2005 – w wyniku połączenia wiosek Koishiwara i Hōshuyama powstała wioska Tōhō. (3 miejscowości, 1 wioska)
- 20 marca 2006 – miejscowość Asakura połączyła się z miejscowością Haki i miastem Amagi i zdobyła status miasta. (1 miejscowość, 1 wioska)